# Progomphus boliviensis
Progomphus boliviensis – gatunek ważki z rodziny gadziogłówkowatych (Gomphidae). Występuje na terenie Ameryki Południowej.